# Emmerbaggermolen

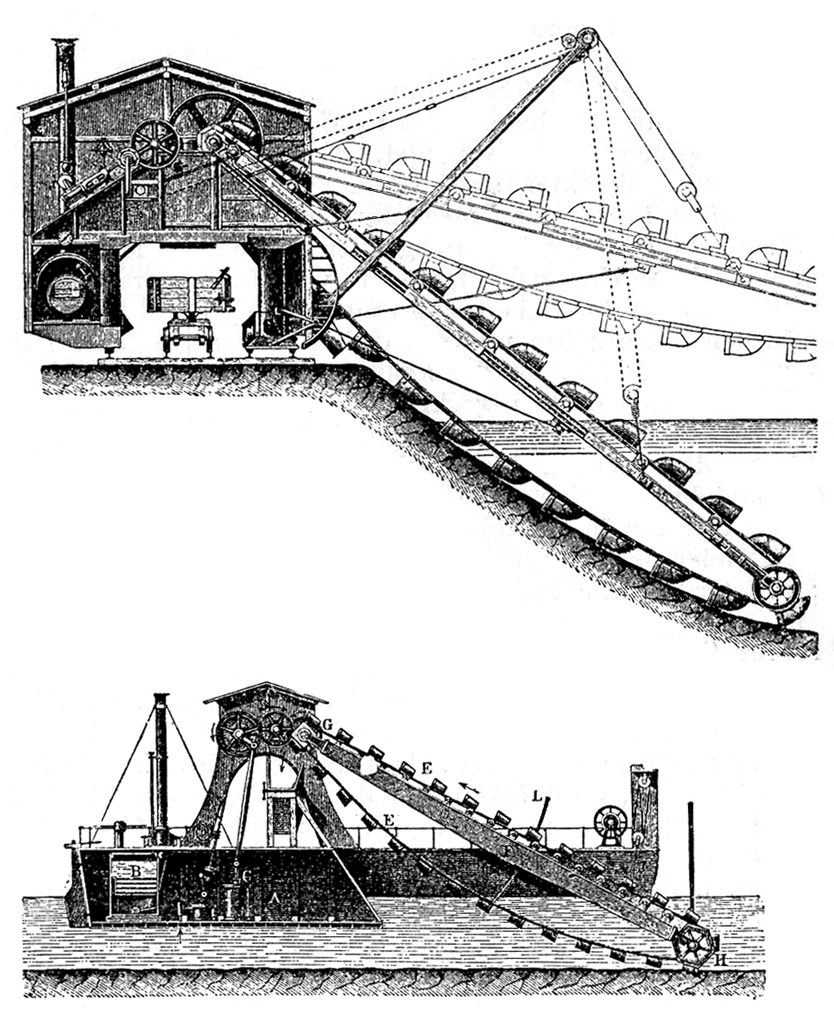
Tekening emmerbaggermolen

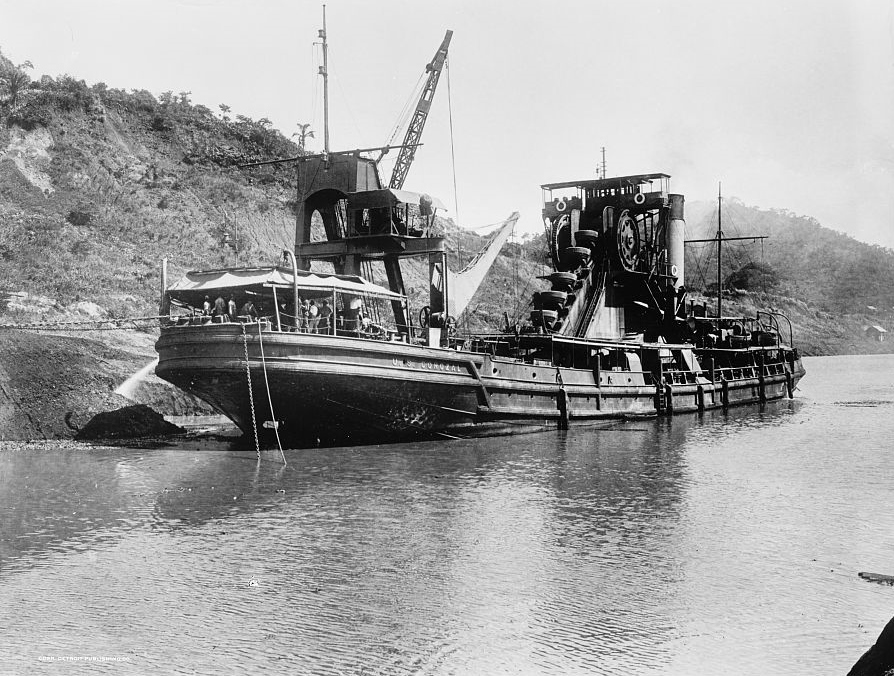
Een emmerbaggermolen met stoomaandrijving aan het werk bij het Panamakanaal (circa 1910)

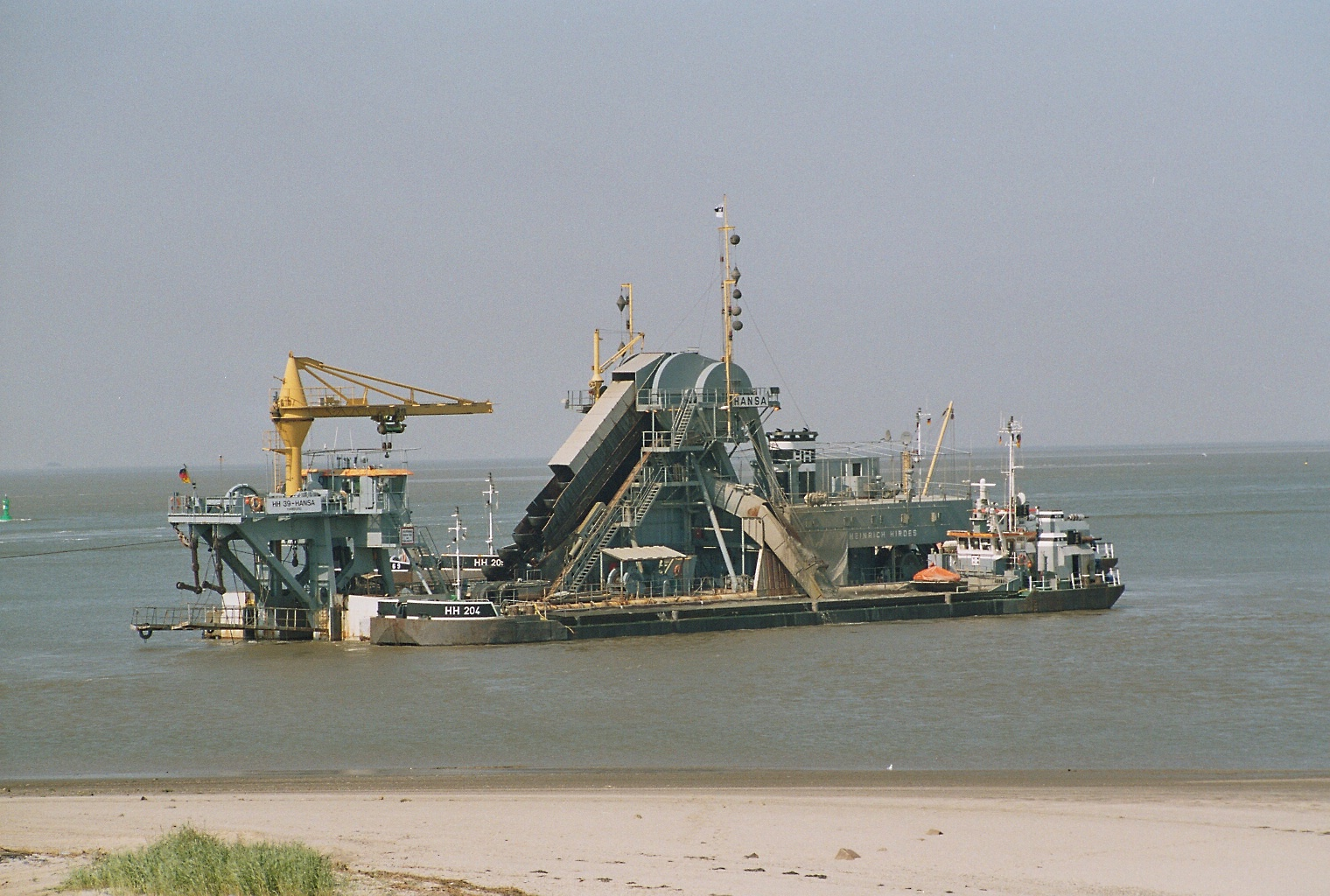
Een emmerbaggermolen

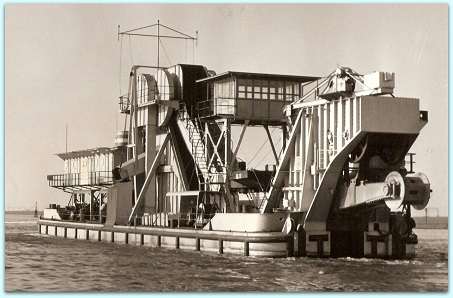
Baggermolen Friesland - 1953

Een emmerbaggermolen is een werktuig in de baggerindustrie dat met een emmerladder met emmerketting zand en slib met behulp van baggeremmers van de waterbodem schept. Deze emmers worden rondgedraaid om de ladder en snijden daardoor erg nauwkeurig de grond af.

## Geschiedenis
De emmerbaggermolen is een van de oudste werktuigen in de waterbouw welke aanvankelijk door spierkracht van mens of dier  aangedreven werd. In 1750 werd in Frankrijk de eerste ladderbaggermolen van ijzeren emmers voorzien. In 1796 werd de eerste stoombaggermolen gebouwd, naar een ontwerp van James Watt, en in de 20e eeuw werden dieselmotoren toegepast. In de jaren 1870 kwamen sleephopperzuigers in gebruik en deze verdrongen de emmerbaggermolens. Wereldwijd zijn nog slechts enkele tientallen in bedrijf.  

## Werking
De baggermolen zelf staat eigenlijk gemonteerd op een stalen bak of ponton. Vanaf de voorsteven tot ongeveer in het midden in de bak in de lengte as heeft men een insnijding (bun of beun genoemd) aangebracht. Midden op het vaartuig staat de hoofdbok, een van staal geconstrueerde portaal, waarop de emmerladder scharnierend rust. Deze emmerladder wordt aan het onderkant opgehangen aan de ladderbok, die vlak bij de voorsteven van het vaartuig is opgesteld. In de ladderbok zit een hefmechanisme die de ladderbok op de gewenste diepte laat zakken om de grond af te graven. Bij transport van de emmerbaggermolen wordt de ladderbok grotendeels uit het water getild.
De emmerladder dient voor de geleiding van de emmerketting. Dit is een ketting zonder eind met lange schalmen, waarop de emmers zijn bevestigd. De emmerketting loopt aan het boveneind van de ladder over een vijfhoekige trommel, het zogenaamde vijfkant, en aan de onderzijde over de zogenaamde zeskant, en verder over rollen, die op de emmerladder zijn bevestigd. Het aantal emmers bedraagt 30 à 40 stuks en is de inhoud afhankelijk van de capaciteit van de molen. De capaciteit van een emmer ligt tussen de 300 en 850 liter. De emmers hebben verwisselbare randen van gehard staal langs de bovenkant om de grond van de rivier- of zeebodem af te schrapen. In de bodem van iedere emmer bevinden zich een of meer gaten, om het water, dat zich in de emmer bevindt, tijdens het ophalen zo veel mogelijk te laten wegvloeien.
Do volle emmers worden naar boven gehaald en de inhoud wordt bij het kantelen om de vijfkant opgevangen in een stortbak. De twee daar aangekoppelde stortgoten voeren de opgebaggerde grond af in een, naast de molen, liggende bak of beun. Is een stortgoot niet in gebruik, dan kan het onderste gedeelte in loodrechte stand worden gebracht, zodat de goot niet buiten het vaartuig uitsteekt. In de stortbak is een beweegbare klep aangebracht, waardoor het mogelijk is of de linker of de rechter stortgoot al dan niet te gebruiken.
Er zijn emmerbaggermolens met en zonder eigen voortstuwing. In het laatste geval moet een sleepboot de baggermolen verplaatsen naar een nieuw project. Op de baggerlocatie beweegt de emmerbaggermolen door middel van lieren. Op het dek van de molen zijn voor, achter en aan de zijkanten lieren geplaatst. De kabels van de lieren zijn verbonden aan ankers of vaste punten op het land. De lieren aan de zijkanten brengen de molen al baggerend van de ene naar de andere zijde van de rivier of geul. Vervolgens wordt de lier aan het boeganker aangehaald en de achterdraad gevierd, waarmee de molen naar voren beweegt. Vervolgens worden de zijlieren weer gebruikt om een volgende strook weg te baggeren.
In 1953 werd, voor die tijd, de grootste en modernste baggermolen van de wereld opgeleverd. Deze, diesel elektrische, baggermolen (Friesland) werd in opdracht van de eigenaar, R. Boltje & Zonen NV uit Zwolle, uitgerust met bovendekse verblijven voor de bemanning. Tevens werd het vaartuig uitgerust met 4 meter lange ankerdraad geleidepalen, zodat een onderlosser gemakkelijk langszij de baggermolen kon komen, zonder dat men de ankerdraden raakte. Deze aanpassingen werden later standaard op baggermolens in het binnen- en buitenland toegepast.

## Functies
De emmerbaggermolen wordt voornamelijk gebruikt voor het op diepte brengen en houden van waterwegen en havens. Verder wordt het gebruikt bij het weggraven van dammen en dijken.